# 司马文霞
司马文霞 (1965年7月—)，教授，主要从事电力系统过电压与绝缘配合方面的研究工作。入选中华人民共和国教育部2007年度"长江学者"特聘教授，曾就读于重庆大学电气工程学院。